# 고려해운
고려해운(高麗海運)은 대한민국의 서울특별시 중구 남대문로에 본거지를 둔 해운 회사이다. 그러나 이 해운 회사는 한중일, 한러, 한일 간 화물선을 위주로 운항하고 있지만, 부산항을 거점으로 하고 있는 한일간 정기 컨테이너 항로를 운항하게 되어 있는 특이한 노선을 가지고 있으며 1954년에 창립하였다.

## 취항하고 있는 항구
- 도쿄항
- 지토세항
- 요코하마항
- 나고야항
- 오사카항
- 고베항
- 구마모토항
- 부산항

## 같이 보기
- 카멜리아 라인